# Blossburg (Pennsylvania)
Blossburg ist ein Borough im Tioga County im Bundesstaat Pennsylvania. Das U.S. Census Bureau hat bei der Volkszählung 2020 eine Einwohnerzahl von 1.533 ermittelt.

## Geschichte
1792 entdeckte eine Gruppe von Immigranten, die die Williamson Road von Williamsport in Pennsylvania nach Painted Point in New York errichteten, Kohle an der heutigen Stadtgrenze von Blossburg. Als die Gruppe den Tioga River erreichten, errichteten sie einen Proviantlager am Ufer des Tioga Rivers.
1801 zog Aaron Bloss in den Tioga County um. 1802 ließ er sich im Gebiet, welches als „Peter‘s Camp“ bekannt war, nieder und gilt somit als Blossburgs erster Siedler. Irgendwann zwischen 1818 und 1820 versuchte er, eine Stadt in diesem Gebiet zu gründen, woraufhin der Name in „Blossburg“ geändert wurde. Schließlich wurde Blossburg 1871 als Borough anerkannt.
Für 150 Jahre spielte die Bergbauindustrie eine wichtige Rolle während des Bevölkerungswachstum Blossburgs. Heute ruhen viele Minen. Allerdings ist Ward Manufacturing ein „Nachkömmling“ der Bergbauindustrie von Blossburg und ist das größte, betriebene Geschäft von Blossburg.
Am 23. Juni 1967 stützte Mohawk Airlines Flug 40 nahe Blossburg ab.

## Bevölkerung
2010 hatte Blossburg 1538 Einwohner. Davon waren 99,05 Prozent Weiße, 0,27 Prozent Afroamerikaner, 0,14 amerikanische Ureinwohner, 0,07 Prozent Asiaten, 0,14 Prozent aus anderen Ethnien sowie 0,34 Prozent aus zwei oder mehreren Ethnien. Hispanics oder Latinos machten 0,54 Prozent der Bevölkerung aus.
Das Mindestalter von Blossburg betrug 41 Jahre. Das Pro-Kopf-Einkommen betrug 17.375 US-Dollar. 12,8 Prozent der Bevölkerung lebten unter der Armutsgrenze.